# كاميل بوشارد
كاميل بوشارد هو سياسي كندي، ولد في 27 أكتوبر 1945 في لاتاك في كندا. نشط حزبياً في الحزب الكيبيكي. وقد انتخب عضو الجمعية الوطنية في كيبك ‏.